# Kamiya Shunya
Shunya Kamiya (sinh ngày 23 tháng 12 năm 1991) là một cầu thủ bóng đá người Nhật Bản.

## Sự nghiệp câu lạc bộ
Shunya Kamiya đã từng chơi cho Fujieda MYFC và FC Kariya.